# Mangeløv-familien
Mangeløv-familien (Dryopteridaceae) er en stor familie med følgende fællestræk: Planterne er landlevende eller epifytiske stauder. Stænglerne er krybende til oprette, men sjældent træagtige. Enkelte arter er klatrende og mere eller mindre grenede. Sporehusene er stilkede, og sporerne er brunlige med 64 pr. sporehus.
| Slægter |

- Fjerbregne-slægten (Athyrium)
- Mahoniebregne-slægten (Cyrtomium)
- Bægerbregne-slægten (Cystopteris)
- Mangeløv-slægten (Dryopteris)
- Egebregne-slægten (Gymnocarpium)
- Strudsvinge-slægten (Matteuccia)
- Druebregne-slægten (Onoclea)
- Skjoldbregne-slægten (Polystichum)
- Frynsebregne-slægten (Woodsia)

## Rødlistede arter
- Cyrtomium nephrolepioides
- Polybotrya andina
- Polystichum bonapartii[1]

## Note
1. ↑  IUCNs rødliste over planter